# Le Pigeon aux petits pois
Le Pigeon aux petits pois est une huile sur toile peinte par Pablo Picasso en 1911. Elle ne doit pas être confondue avec la toile de même sujet peinte par Picasso en 1961. C'est une œuvre du cubisme analytique réalisée à Céret en 1911. Sur un fond ocre clair froid, des formes géométriques en gris et blanc sont réparties : rectangles, droites, arcs de cercle. Dans le coin supérieur droit, on lit « CAFÉ ». On y distingue, pêle-mêle, un verre, une patte de pigeon au centre.
Il est l'un des tableaux volés au Musée d'art moderne de la ville de Paris le 20 mai 2010,. Le cambrioleur et ses deux complices ont été interpellés, en septembre 2011, et mis en examen pour « vol en bande organisée » et incarcérés.

## Vol du tableau
Dans la nuit du 20 mai 2010, à 3h30 du matin, un homme brise une vitre du Musée d'art moderne de la ville de Paris et y pénètre par effraction. Le voleur n'est d'abord intéressé que par la toile de Fernand Léger, et lorsqu'il se rend compte que l'alarme et le détecteur de mouvement, qui auraient dû s'activer, étaient hors service ce jour-là, il décide de voler quatre autres toiles. La découverte du vol n'est faite que le lendemain matin.
La police parvient à identifier le coupable, Vjéran Tomic, il est condamné à 8 ans de prison. Son complice, Yonathan Birn, confesse avoir reçu les toiles, et prétend les avoir jetées à la poubelle, version des faits dont la police doute fortement,.
Au total cinq toiles sont volées : Nature morte aux chandeliers de Fernand Léger ; L'Olivier près de l'Estaque de Georges Braque ; La Pastorale de Henri Matisse et La Femme à l'éventail d'Amedeo Modigliani. Aucune n'a jamais été retrouvée. Les cinq sont estimées à 100 millions de dollars américains, d'autres experts les expertiseront même à 200 millions. Alice Farren-Bradley, du Art Loss Register à Londres, considère ce vol comme étant l'un des plus grands casses jamais réalisés, compte tenu de la valeur des toiles, de l'importance des artistes et du profil du musée.